# 今夜復活・紅白歌のベストテン
- 木曜スペシャル > 今夜復活・紅白歌のベストテン
- トップテンシリーズ > NTV紅白歌のベストテン > 今夜復活・紅白歌のベストテン

『今夜復活・紅白歌のベストテン』（こんやふっかつ・こうはくうたのベストテン）は、1994年3月31日に日本テレビ系列の『木曜スペシャル』で生放送された特別番組（歌謡番組）である。

## 概要
昭和44年（1969年）から昭和56年（1981年）まで11年半放送された『紅白歌のベストテン』の同窓会・復活スペシャル。紅白に分かれたゲスト歌手が当時のヒット曲で対戦する。「ウソ発見器」「応援合戦」のほか、当時の懐かしい映像で送る。
1973年から21年続いた『木曜スペシャル』の最終回となった回の放送で、かつて放送された『NTV紅白歌のベストテン』を1夜限りの復活として行った番組。番組にはかつてオリジナル版に出演した歌手が登場、更に（一部を除く）歴代のキャプテンも出演し、かつての名台詞も披露、そして過去の名場面を見せるという、最終回に相応しい内容となった。
なお、公開場所はオリジナル版の渋谷公会堂ではなく、後楽園ホールとなった。

## 放送時間
木曜19:00 - 21:24（JST）
- 19:00の『追跡』（月〜金）と21:00の『板東英二のズバリ!直球勝負』（よみうりテレビ制作）は既に終了していた。また『NNNニューススポット』は21:24に繰下げた。

## 出演者

### 総合司会
- 徳光和夫 - かつてオリジナル版で「ベストテン本部」（NTVスタジオ）に居た。

### 白組キャプテン
- 堺正章

### 紅組キャプテン
- 水前寺清子（初代）
- 今陽子（3代目）
- 岡崎友紀（4代目）
- 大場久美子（5代目）

※2代目の倍賞美津子と6代目の榊原郁恵は不参加。また大場は冒頭では登場せず、途中から出演した。

### その他
- 小林完吾（当時：日本テレビアナウンサー） - かつてオリジナル版で、「ウソ発見器」コーナーのナレーションを務めた（「Mr.コンピュータ」名義）。
- コロッケ
- 小堺一機

### 踊り
- ザ・バーズ

## 出場歌手
| 紅組                         | 紅組                                     | 白組                 | 白組                 |
| 歌手                         | 曲                                       | 歌手                 | 曲                   |
| ---------------------------- | ---------------------------------------- | -------------------- | -------------------- |
| 石野真子                     | わたしの首領                             | 清水健太郎           | 失恋レストラン       |
| 山本リンダ                   | どうにもとまらない                       | 新沼謙治             | 嫁に来ないか         |
| 平尾昌晃＆畑中葉子           | カナダからの手紙                         | にしきのあきら       | 空に太陽がある限り   |
| 紙ふうせん                   | 冬が来る前に                             | 狩人                 | あずさ2号            |
| 欧陽菲菲                     | ラブ・イズ・オーヴァー                   | 西郷輝彦             | 星のフラメンコ       |
| 松田聖子                     | 青い珊瑚礁                               | 近藤真彦             | スニーカーぶる〜す   |
| 河合奈保子                   | ヤング・ボーイ                           | コロッケ             | ものまねメドレー     |
| あべ静江                     | みずいろの手紙                           | 平浩二               | バス・ストップ       |
| 渡辺真知子                   | かもめが翔んだ日                         | 松崎しげる           | 愛のメモリー         |
| 研ナオコ(過去VTR)            | かもめはかもめ                           | フィンガー5(過去VTR) | 恋のダイヤル6700     |
| 藤圭子                       | 圭子の夢は夜ひらく                       | 三善英史             | 雨                   |
| 水前寺清子＆岡崎友紀＆今陽子 | 涙を抱いた渡り鳥～私は忘れない～恋の季節 | 堺正章               | 街の灯り～さらば恋人 |
| 八代亜紀                     | 雨の慕情                                 | 布施明               | 積木の部屋           |
| 和田アキ子                   | あの鐘を鳴らすのはあなた                 | 前川清               | そして、神戸         |

研ナオコとフィンガー5は実際に出演はしていたものの、研については喉のポリープのため歌えず、フィンガー5は晃と正男が出演して当時のことを語るだけのみとなった。途中参加した大場久美子は歌を披露しなかった。

## オープニング
- オープニングは、「堺・岡崎」時代まで（ - 1979年3月）のパターンを継承、ただしオリジナル版は、冒頭幕が閉まった状態で双方のキャプテンが登場し、コント→タイトルコール→幕開け&テーマソングとなっていたのに対し、当番組では幕無しのまま、いきなりキャプテンが登場、その後総合司会の徳光が登場してやりとりがあった後、タイトルコール後は双方から歌手やザ・バーズが入場するという演出だった。

## 最終審査
- 最終審査は、オリジナル版では「ベストテン本部」で視聴者代表からの電話審査だったが、当番組では観客に紅白のどちらかの札を上げて行うという、『NHK紅白歌合戦』と同形式の審査で行った。紅組勝利で終わった。

## テーマソング
「紅白歌のベストテンのテーマ」
- 作詞：阿久悠／作曲：山本直純
- 当番組では歌手の入場の際、歌詞をテロップで表示した。これはオリジナル版の「堺・倍賞」時代（ - 1970年9月）まで行っていたが、その後は行わなかった。

## スタッフ
- 構成：玉井貴代志、太田イサム、矢頭浩
- 音楽：永作幸男、しかたたかし
- 演奏：ガッシュアウト
- コーラス：ＬＡＤＹ・Ｍ
- ステージング：土居甫
- 美術：山浦俊夫
- デザイン：久保玲子／志村靖夫
- 照明：佐野利喜男、角田信稔／共立
- 技術：新開宏
- 映像：秋山真
- 調整：柴田康弘
- 音声：笹川秀男／音研
- 音効：島野高一
- 編集：アール・ブイ・シー(六本木ビデオセンター)
- Ｔ・Ｋ：中村ひろ子、坂本幸子
- 制作進行：氣賀沢宏隆
- コーディネーター：鈴木昌利
- ディレクター：土屋泰則
- プロデューサー：吉岡正敏
- 制作：神戸文彦、重松修
- 製作著作：日本テレビ